# Pippa di meno
Pippa di meno è un singolo del comico e cantante italiano Enzo Iacchetti, presentato nel 1995 al Festivalbar.